# 哲古县
哲古县，中国旧县名，属于西藏自治区筹备委员会。
1960年由哲古宗改置哲古县，治所在今西藏自治区措美县当许。隶属于西藏自治区筹备委员会山南专区。1965年西藏自治区正式成立后，哲古县改名措美县。 